# Autostrada A23 (Franța)
Autostrada A23 este o autostradă franceză care leagă Lesquin de Valenciennes. Ea face parte din responsabilitatea Direcției Interdepartamentale a Drumurilor Nord (DIR Nord).
Această autostradă purta anterior numărul C27. Secțiunea de sud, de la Orchies la Valenciennes, a fost realizată în principal prin amenajarea fostului drum național 49, în timp ce secțiunea nordică, de la Orchies la Lille, deschisă prima, este construită pe un traseu nou.
Autostrada A23 traversează 17 comune pe o distanță de 43 km. Ea începe de pe A27 la Lesquin și se termină pe A2 la La Sentinelle. Pe traseul său, include 9 noduri rutiere.
Pe traseul său, autostrada trece pe lângă aeroportul Lille-Lesquin (pe care îl deservește), trece pe sub LGV Nord, străbate localitățile Templeuve-en-Pévèle și Genech, deservește Orchies, trece între Sars-et-Rosières, Millonfosse și Hasnon, traversează pădurea Raismes-Saint-Amand-Wallers și se apropie de Valenciennes, înainte de a se termina cu un nod rutier către autostrada A2.

## Situri naturale
- Pădurea Raismes-Saint-Amand-les-Eaux-Wallers
- Parcul Natural Regional Scarpe-Escaut

## Situri turistice
- Centrul Termal din Saint-Amand-les-Eaux
- Orașul Lille
- Orașul Valenciennes
- Casa Cicoarei Leroux din Orchies

## Traseu
| De la A27 la A2: secțiune gratuită neconcesionată, gestionată de DIR Nord. | |             |
| Intersecție                                                                | Nod rutier între A27, RN227 și A23: Lille; Gent, Tourcoing, Roubaix, Villeneuve-d'Ascq, Parc Relais Métro 4 Cantons, Villeneuve-d'Ascq-Stade Pierre-Mauroy (nod rutier parțial). | A27 RN27    |
| A23                                                                        | |             |
| 1 - Lesquin-Zone d'Activités                                               | Oraș deservit: Lesquin-Zone d'Activités. |             |
|                                                                            | Zonă de servicii: Genech (sens Lille - Valenciennes). |             |
| 2/2a - Orchies                                                             | Orașe deservite: Lens, Douai, Somain, Seclin, Orchies. | RD549 RD938 |
| 2b - Orchies                                                               | Oraș deservit: Orchies . (nod rutier parțial) | RD549 RD938 |
| 3 - Marchiennes                                                            | Orașe deservite: Saint-Amand-les-Eaux-centru, Marchiennes. | RD953       |
|                                                                            | Zonă de odihnă: La Scarpe (în ambele sensuri). |             |
| 4 - Marchiennes                                                            | Orașe deservite: Denain, Saint-Amand-les-Eaux-Thermal, Wallers, Hasnon. | RD40        |
|                                                                            | Limitare la 130 km/h (sens Valenciennes > Lille). |             |
| 5 - Saint-Amand-les-Eaux                                                   | Orașe deservite: Tournai, Saint-Amand-les-Eaux (nod rutier parțial). | RD169A      |
| 6 - Raismes                                                                | Orașe deservite: Raismes, Raismes-Vicognes, Parcul Natural Regional Scarpe-Escaut.                                                                                               |             |
| 7 - Petite-Forêt                                                           | Orașe deservite: Wallers, Beuvrages, Raismes-centru, Petite-Forêt. | RD70        |
|                                                                            | Limitare la 110 km/h (sens Lille > Valenciennes). |             |
|                                                                            | Zonă de servicii: Petite-Forêt (sens Valenciennes - Lille). |             |
| 11 - Valenciennes-Le Vignoble                                              | Orașe deservite: Valenciennes-Le Vignoble, Valenciennes-Saint-Waast, Anzin, Centre Hospitalier de Valenciennes.                                                                  |             |
| 12 - La Sentinelle                                                         | Orașe deservite: Trith-Saint-Léger, La Sentinelle, Valenciennes-Le Vignoble, Valenciennes-Saint-Waast, Anzin, Centre Hospitalier de Valenciennes (nod rutier parțial).           | RD630       |
| Intersecție                                                                | Nod rutier între A2 și A23: Liège, Bruxelles, Maubeuge, Valenciennes-centru; Paris, Cambrai, Denain, Z.I. Prouvy - Rouvignies.                                                   | A2          |
| A23                                                                        | |             |
| A2 E46                                                                     | |             |